# Los Angeles D-Fenders 2009-2010
La stagione 2009-10 dei Los Angeles D-Fenders fu la 4ª nella NBA D-League per la franchigia.
I Los Angeles D-Fenders arrivarono noni nella Western Conference con un record di 16-34, non qualificandosi per i play-off.

## Roster
| N° | Naz.                   | Ruolo | Sportivo           | Anno | Alt. | Peso |
| -- | ---------------------- | ----- | ------------------ | ---- | ---- | ---- |
| 00 | Stati Uniti (bandiera) | C     | Michael Fey        | 1983 | 213  | 122  |
| 2  | Stati Uniti (bandiera) | P     | Lawrence McKenzie  | 1985 | 188  | 86   |
| 2  | Stati Uniti (bandiera) | GA    | Ray Reese          | 1987 | 196  | 95   |
| 14 | Stati Uniti (bandiera) | GA    | Joe Crawford       | 1986 | 196  | 95   |
| 15 | Stati Uniti (bandiera) | G     | Charlie Parker     | 1985 | 191  | 88   |
| 15 | Stati Uniti (bandiera) | G     | Gabe Pruitt        | 1986 | 193  | 77   |
| 15 | Stati Uniti (bandiera) | G     | Horace Wormely     | 1984 | 170  | 73   |
| 17 | Stati Uniti (bandiera) | G     | James Wright       | 1981 | 185  | 84   |
| 21 | Sudan (bandiera)       | C     | Longar Longar      | 1983 | 211  | 113  |
| 22 | Stati Uniti (bandiera) | AP    | Dar Tucker         | 1988 | 193  | 93   |
| 23 | Stati Uniti (bandiera) | A     | Chris Hayes        | 1987 | 203  | 102  |
| 32 | Stati Uniti (bandiera) | G     | Frank Robinson     | 1984 | 193  | 91   |
| 33 | Stati Uniti (bandiera) | A     | Ryan Forehan-Kelly | 1980 | 197  | 88   |
| 34 | Stati Uniti (bandiera) | A     | James Peters       | 1981 | 206  | 98   |
| 34 | Stati Uniti (bandiera) | A     | Diamon Simpson     | 1987 | 201  | 104  |
| 42 | Croazia (bandiera)     | C     | Saša Čuić          | 1983 | 208  | 110  |
| 42 | Stati Uniti (bandiera) | C     | Gabriel Hughes     | 1980 | 213  | 108  |
| 42 | Stati Uniti (bandiera) | A     | Boo Jackson        | 1981 | 206  | 102  |
| 44 | Stati Uniti (bandiera) | A     | Keith Clark        | 1987 | 203  | 111  |
| 44 | Stati Uniti (bandiera) | A     | Deron Washington   | 1985 | 201  | 95   |
| 44 | Stati Uniti (bandiera) | A     | Rodney Webb        | 1983 | 201  | 109  |

## Staff tecnico
- Allenatore: Chucky Brown
- Vice-allenatore: Rasheed Hazzard
- Preparatore atletico: Nina Hsieh